# سانتياغو توريس
سانتياغو توريس (بالإسبانية: Santiago Torres)‏ هو مبارز بالسيف أرجنتيني، (و. 1882  م).

## وصلات خارجية
- سانتياغو توريس على موقع أوليمبيديا (الإنجليزية)